# Berlin: The Downfall 1945
Berlin: The Downfall 1945 (Brasil: Berlim 1945: A Queda / Portugal: A Queda de Berlim – 1945) é uma história narrativa escrita por Antony Beevor da batalha travada em Berlim e nos seus arredores durante a II Guerra Mundial. Foi publicado no Brasil pela Editora Record em 2004 e em Portugal pela Bertrand Editora em 2003. O livro conseguiu sucesso crítico e comercial, vendeu mais de 500 mil cópias ao redor do mundo.

## Sobre o livro
O livro revisita os eventos ocorridos na Batalha de Berlim em 1945. O livro narra como o Exército Vermelho derrotou o Exército Alemão o que culminou no fim do Terceiro Reich de Hitler, assim como o fim da guerra na Europa.
O britânico, Antony Beevor, especialista em história militar, descreve a vingança das forças soviéticas que ocuparam o leste da Alemanha dois anos depois de Stalingrado e tomaram a capital em seguida. Assim como no livro do mesmo autor, Stanlingrado, lançado no Brasil em 2002 e em Portugal em 2000 - ele aborda os horrores da invasão alemã à União Soviética. Nos dois livros, os relatos confrontam sistemas ideológicos e se irmanam na reconstituição da vida cotidiana de militares e civis, resultado da intenção do autor de humanizar batalhas travadas sob fortes doses de propaganda nazista e comunista.

## Prêmios
Os trabalhos de Antony Beevor renderam-lhe o prêmio "Longman-History Today Trustees' Award" em 2003.